# Campyloneurus lacciphagus
Campyloneurus lacciphagus är en stekelart som beskrevs av Roy D. Shenefelt 1978. Campyloneurus lacciphagus ingår i släktet Campyloneurus och familjen bracksteklar. Inga underarter finns listade.